# Massena (Iowa)
Pour les articles homonymes, voir Massena.
Massena est une ville du comté de Carroll, en Iowa, aux États-Unis. Elle est incorporée le 18 janvier 1887. La ville est nommée en référence à la ville de Massena (New York).

## Source de la traduction
- (en) Cet article est partiellement ou en totalité issu de l’article de Wikipédia en anglais intitulé « Massena, Iowa » (voir la liste des auteurs).